# 寺家川
寺家川（じけがわ）は、神奈川県横浜市青葉区の寺家ふるさと村周辺に源を発し、青葉区内を東に流れ鶴見川（谷本川）に注ぐ普通河川である。

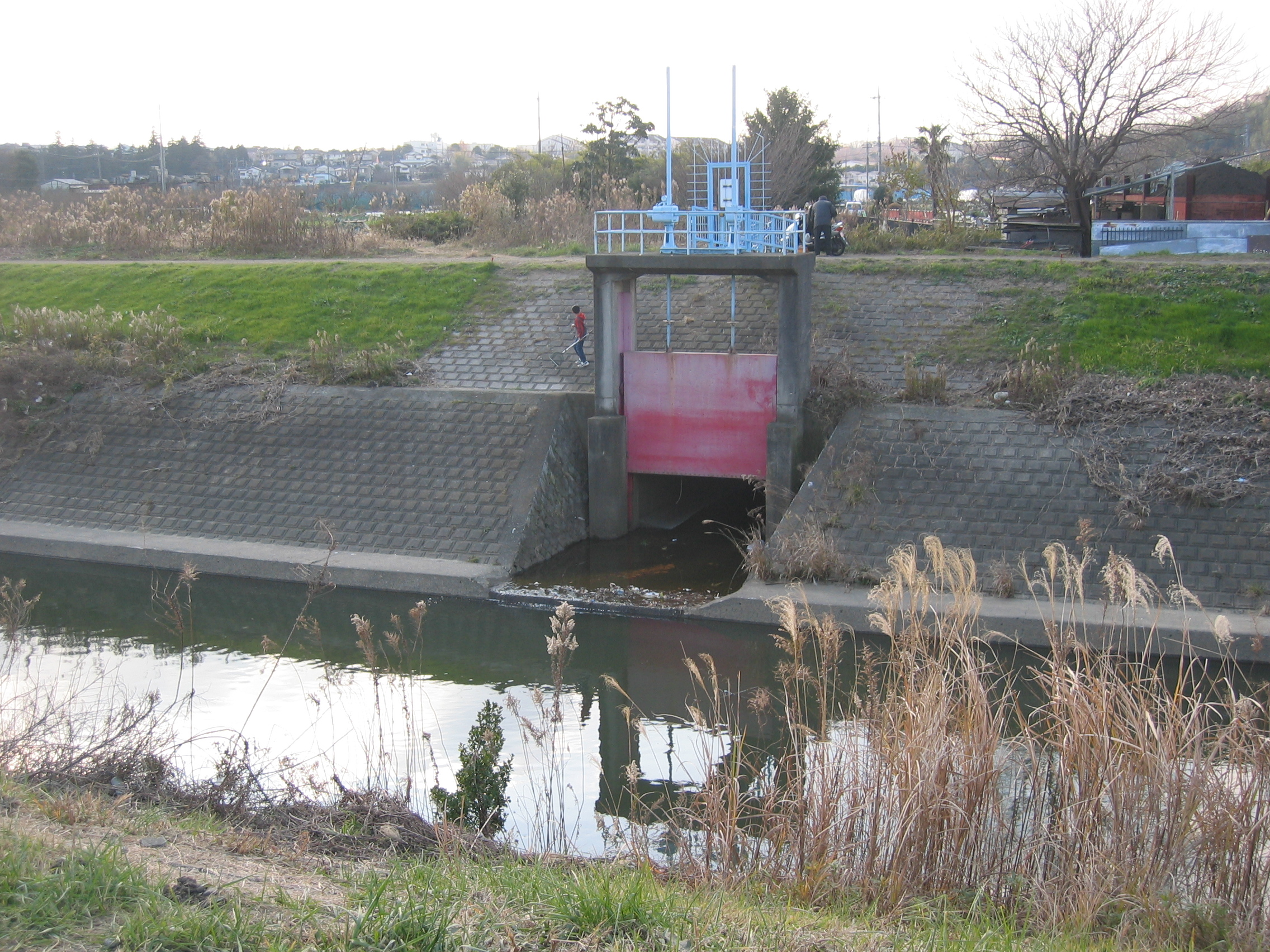
鶴見川（谷本川）との合流点

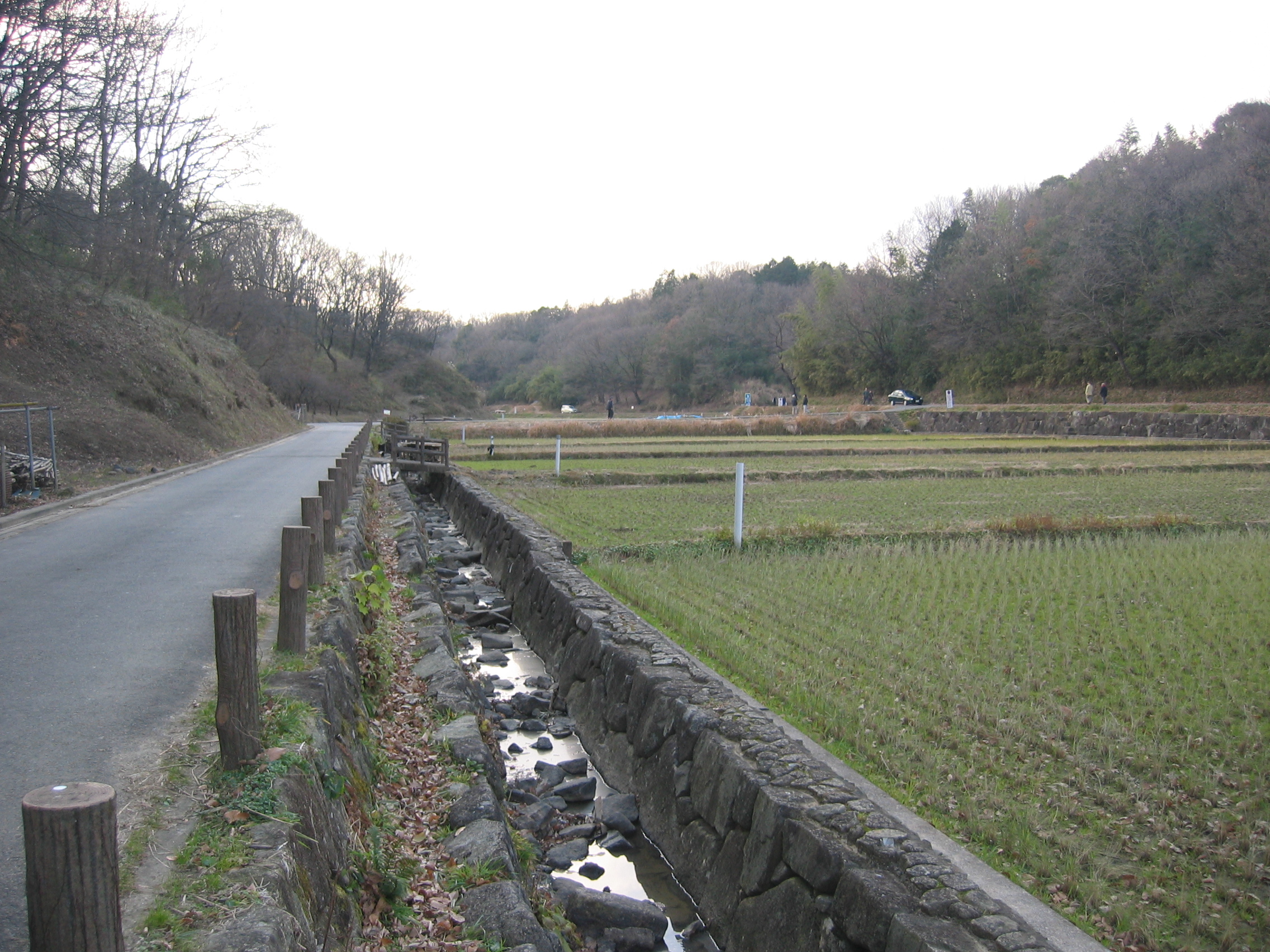
寺家ふるさと村にて（04年12月）
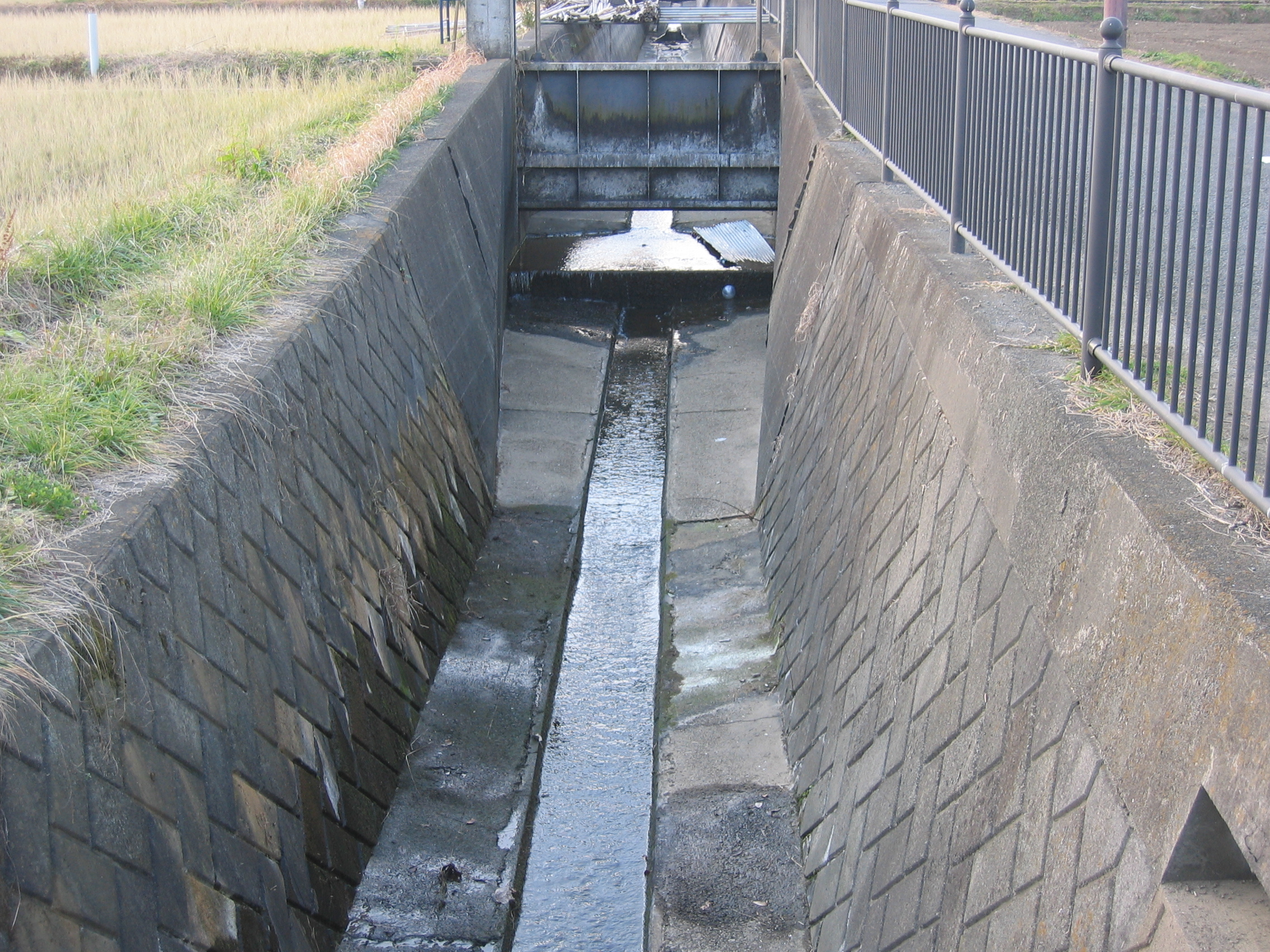
中流付近にて撮影（04年12月）